# Rosa A. González
Rosa Angélica González (Lares, 1889 - 25 de julio de 1981) fue una enfermera, escritora, feminista y activista puertorriqueña. Estableció diversos centros de salud en su país y fue la fundadora de la Asociación de Enfermeras de Puerto Rico, además, fue autora de dos libros relacionados con su especialidad, en la que denunciaba la discriminación contra las mujeres y las enfermeras en Puerto Rico. En 1978, fue el primer galardonado con el Premio Garrido Morales del Departamento de Salud Pública de Puerto Rico.

## Vida y obra
Nació y se crio en el pueblo de Lares, Puerto Rico, donde recibió su educación primaria y secundaria. Era todavía una niña cuando España cedió Puerto Rico a los Estados Unidos de conformidad con el acuerdo alcanzado en el Tratado de París de 1898, que puso fin oficialmente a la guerra hispano-estadounidense.
González se interesó en el campo de la enfermería y se matriculó en la Escuela de Enfermería del Hospital Presbiteriano de San Juan, donde obtuvo su certificado de enfermera en 1909. En 1914, viajó a Nueva York a continuar sus estudios y obtuvo el título de enfermera en el Hospital presbiteriano de Nueva York.
En 1916, regresó a su tierra natal y organizó la clínica Dr. Susoni en la ciudad de Arecibo. Ese mismo año, fundó y presidió la Asociación de Enfermeras de Puerto Rico; bajo su liderazgo, esta agrupación fue capaz de recaudar los fondos suficientes para la construcción de un edificio para albergar el Club de las enfermeras, un lugar donde las enfermeras convalecientes pudieran residir.
En 1917, publicó Diccionario Médico para la Enfermera.
Se desempeñó como Directora voluntaria de la Unidad de Emergencia en la ciudad de Mayagüez, donde ayudó a las víctimas del terremoto de san Fermín de 1918. Desde 1919 hasta 1924 fue directora de la Escuela de Enfermería del Hospital presbiteriano de Puerto Rico. Durante este período, viajó a Nueva York en 1921 y asistió a la Universidad de Columbia. En 1924, trabajó como educadora y formadora de enfermeras para el Departamento de Sanidad de Puerto Rico.

### Activismo
Como activista de los derechos de las mujeres, en 1929 publicó Los Hechos Desconocidos, que dedicó al Gobernador de Puerto Rico, la Legislatura de Puerto Rico, la Asociación Médica, la Asociación de Mujeres Sufragistas de Puerto Rico, la prensa y la Asociación de Enfermeras de Puerto Rico, entre otras. En este texto, abogó por la promoción del establecimiento de una Junta Examinadora de Enfermeras en su país, y denunció las prácticas discriminatorias que estas sufrían en las profesiones adscritas al campo de la salud. Además, fue una reconocida sufragista, mientras que fue parte activa de la fundación de la revista Puerto Rico y su Enfermera en 1926, donde colaboró regularmente.
La Junta de Examinadores de Enfermería se creó en 1930. Cuando Estados Unidos ingresó a la Segunda Guerra Mundial, González fue nombrada Directora de los Servicios de Enfermería de la Cruz Roja Americana en Puerto Rico.

## Honores

### Legado
En 1978, González fue la primera receptora del Premio Garrido Morales, un honor otorgado a ella por el Consejo de Gobierno de la Asociación de Salud Pública en Puerto Rico. Continuó proporcionando servicios médicos, de forma gratuita, para los niños de Guaynabo donde residía. Falleció en su hogar en 1981.

### Eponimia
La The Salud Pro-Mujer (Pro-Woman's Health) organization named an award the "ROSA GONZALEZ AWARD" which recognizes health professionals who have contributed to improving the health of women.

## Further reading
- Further reading: Reproducing Empire: Race, Sex, Science, and U.S. Imperialism in Puerto Rico; By Laura Briggs; Publisher: University of California Press;  ISBN 0520232585; ISBN 978-0520232587
- Advancing The Kingdom Missionaries And Americanization In Puerto Rico, 1898 – 1930s; By: Ellen Walsh; Publisher: ProQuest, UMI Dissertation Publishing; ISBN 1243978023; ISBN 9781243978028